# Фльоренця (Радомський повіт)
Фльоренця (пол. Florencja) — село в Польщі, у гміні Ілжа Радомського повіту Мазовецького воєводства.
Населення — 52 особи (2011).
У 1975—1998 роках село належало до Радомського воєводства.

## Демографія
Демографічна структура станом на 31 березня 2011 року:
|          | Загалом | Допрацездатний вік | Працездатний вік | Постпрацездатний вік |
| -------- | ------- | ------------------ | ---------------- | -------------------- |
| Чоловіки | 31      | 9                  | 19               | 3                    |
| Жінки    | 21      | 3                  | 12               | 6                    |
| Разом    | 52      | 12                 | 31               | 9                    |